# Krystyna Urbańska
Krystyna Maria Stefania Urbańska (primo voto Dziędzielewicz, secundo voto Worytkiewicz) (ur. 9 czerwca 1935 w Jordanowie, zm. 12 lipca 2023 w Zurychu) – profesor nauk biologicznych, geobotanik. 
W latach 1951–1956 studiowała na Wydziale Biologii i Nauk o Ziemi Uniwersytetu Jagiellońskiego. W 1962 obroniła pracę doktorską Badania cytologiczno-embriologiczne nad rodzajem Antennaria Gaerth. Karierę naukową rozpoczęła w  w Katedrze Anatomii i Cytologii Roślin UJ, gdzie pracowała do 1970 roku. Dalsza kariera naukowa była związana z Instytutem
Geobotanicznym Politechniki Federalnej w Zurychu w Szwajcarii (Geobotanische Institut der ETH Zürich), gdzie pracowała od 1970 do 1999, kiedy przeszła na emeryturę. Pracę habilitacyjną złożyła w 1971, tematem były badania nad rodzajem Antennaria w Karpatach. W 1979 jako pierwsza kobieta otrzymała nominację na tytularnego profesora na Politechnice Federalnej w Zurychu.
Specjalizowała się w zagadnieniach z zakresu botaniki, genetyki, ekologii roślin oraz ich embriologii. Członek zagraniczny Wydziału Nauk Biologicznych i Rolniczych Polskiej Akademii Nauk od 1991 roku. Członek redakcji czasopisma naukowego Polish Botanical Journal, wydawanego przez Instytut Botaniki im. Władysława Szafera PAN.